# Air (Agua de Annique)
Pour les articles homonymes, voir Air (homonymie).
 (juillet 2017).
Si vous disposez d'ouvrages ou d'articles de référence ou si vous connaissez des sites web de qualité traitant du thème abordé ici, merci de compléter l'article en donnant les références utiles à sa vérifiabilité et en les liant à la section « Notes et références ».
Albums de Agua de Annique
Pure Air
(2009)
Air est le premier album du groupe néerlandais de rock alternatif Agua de Annique formé par Anneke van Giersbergen, ex-chanteuse du groupe The Gathering.
Cet album de rock atmosphérique orienté pop rock est sorti fin octobre 2007. Anneke y chante et joue également du piano tandis que son mari, Rob Snijders, y tient le poste de batteur. La guitare est jouée par Joris Dirks et la basse par Jacques de Haard.
Il regroupe les premières compositions d'Anneke, ainsi qu'une reprise de Bonnie Beecher: Come Wander With Me. Elle invite également son amie Kristin Fjelltseth, qui lui signe un titre et l'accompagne au chant sur le morceau Lost and Found.

## Liste des titres
Toutes les chansons sont écrites et composées par Anneke van Giersbergen, sauf annotation.
| 1.    | Beautiful One                             | 4:41 |
| 2.    | Witnesses                                 | 4:16 |
| 3.    | Yalin                                     | 3:23 |
| 4.    | Day After Yesterday                       | 3:42 |
| 5.    | My Girl                                   | 4:14 |
| 6.    | Take Care of Me                           | 2:42 |
| 7.    | Ice Water                                 | 4:09 |
| 8.    | You Are Nice!                             | 3:16 |
| 9.    | Trail of Grief                            | 4:34 |
| 10.   | Come Wander With Me (Jeff Alexander)      | 3:31 |
| 11.   | Sunken Soldiers Ball (Kristin Fjelltseth) | 5:07 |
| 12.   | Lost and Found                            | 5:15 |
| 13.   | Asleep                                    | 2:29 |
| 51:19 |                                           |      |

| Titre bonus - Édition limitée 2 × vinyle LP ('t Vinyl Gilde, 4 avril 2008) et réédition CD (InsideOut Music, 2015) | Titre bonus - Édition limitée 2 × vinyle LP ('t Vinyl Gilde, 4 avril 2008) et réédition CD (InsideOut Music, 2015) | Titre bonus - Édition limitée 2 × vinyle LP ('t Vinyl Gilde, 4 avril 2008) et réédition CD (InsideOut Music, 2015) | Titre bonus - Édition limitée 2 × vinyle LP ('t Vinyl Gilde, 4 avril 2008) et réédition CD (InsideOut Music, 2015) | Titre bonus - Édition limitée 2 × vinyle LP ('t Vinyl Gilde, 4 avril 2008) et réédition CD (InsideOut Music, 2015) | Titre bonus - Édition limitée 2 × vinyle LP ('t Vinyl Gilde, 4 avril 2008) et réédition CD (InsideOut Music, 2015) | Titre bonus - Édition limitée 2 × vinyle LP ('t Vinyl Gilde, 4 avril 2008) et réédition CD (InsideOut Music, 2015) | Titre bonus - Édition limitée 2 × vinyle LP ('t Vinyl Gilde, 4 avril 2008) et réédition CD (InsideOut Music, 2015) | Titre bonus - Édition limitée 2 × vinyle LP ('t Vinyl Gilde, 4 avril 2008) et réédition CD (InsideOut Music, 2015) | Titre bonus - Édition limitée 2 × vinyle LP ('t Vinyl Gilde, 4 avril 2008) et réédition CD (InsideOut Music, 2015) |
| No | Titre | Durée | | | | | | | |
| --- | --- | --- | --- | --- | --- | --- | --- | --- | --- |
| | Notthemostprettygirl                                                                                               | 3:14 | | | | | | | |
| 54:39 | | | | | | | | | |

## Classements
| Pays     | Meilleure Position |
| -------- | ------------------ |
| Pays-Bas | 89                 |

## Crédits
| - Anneke van Giersbergen : chant - Rob Snijders : batterie, chant - Jacques de Haard : basse - Joris Dirks : guitare, chant - Kristin Fjelltseth : chant (additionnel) | - Mastering : Darius van Helfteren - Mixage : Jon Anders Narum - Artwork : Pim van Zanen, Coos, Kunst En Knipwerk, Lydia Thann - Photographie : Mark Uyl |